# Formuladeildin (2006)
W roku 2006 na Wyspach Owczych odbyła się 64. edycja Formuladeildin, czyli pierwszej ligi tego archipelagu w piłce nożnej mężczyzn. Tytułu mistrzowskiego bronił B36 Tórshavn, jednak musiał on ustąpić miejsca HB Tórshavn, który zdobył to trofeum po raz dziewiętnasty w swojej historii.

## Przebieg
Po raz drugi rozgrywki pierwszoligowe na Wyspach Owczych noszą nazwę Formuladeildin. Wcześniej, do roku 2005, nazywały się one 1. deild.
Podobnie, jak współcześnie, w roku 2006 w rozgrywkach brało udział 10 drużyn. Zasadę tę wprowadzono w roku 1988, kiedy ich liczbę zwiększono z ośmiu. Od 1979 istnieje możliwość spadku do niższej ligi, jednak od roku 2006 zniesiono baraże, tak jak obecnie, oba najgorsze zespoły zostały zdegradowane. Były to: B68 Toftir oraz ÍF Fuglafjørður.
Pierwsze miejsce w tabeli zajął klub HB Tórshavn, który w poprzednim sezonie był trzeci, drugie zaś przypadło EB/Streymur, poprzednio piątemu. Ostatnie miejsce na podium zajął poprzedni mistrz archipelagu B36 Tórshavn, a za nim usytuował się KÍ Klaksvík, wcześniej siódmy. Piąte, z czwartego, miejsce przypadło NSÍ Runavík, a szóste, z dziewiątego, GÍ Gøta. Ostatnie, bezpieczne lokaty zajęły kluby: Skála ÍF (poprzednio drugi) oraz VB/Sumba (poprzednio również ósmy). Świeżo promowany B68 Toftir opuścił ligę, zajmując dziewiąte miejsce, a ostatnia lokata przypadła ÍF Fuglafjørður, który poprzednio był szósty.
Królem strzelców, po raz drugi z rzędu, został gracz NSÍ Runavík, Christian Høgni Jacobsen, z dorobkiem osiemnastu goli.
Za zwycięstwo, od roku 1995 przyznaje się na Wyspach Owczych trzy punkty, a od roku 2005 zamiast dwóch meczów grupowych każdy klub rozgrywa trzy mecze.
Zespoły z Formuladeildin 2006 dostały szansę gry w europejskich rozgrywkach. Mistrz archipelagu, HB Tórshavn, dostał się do pierwszej rundy kwalifikacyjnej Ligi Mistrzów 2007/08, gdzie przegrał dwumecz z islandzkim Hafnarfjarðar 1:4 (1:4, 0:0). Bramkę dla Farerczyków zdobył Duńczyk Tommy Fredsgaard Nielsen (44', gol samobójczy). Kolejne dwie drużyny, EB/Streymur i B36 Tórshavn wzięły udział w pierwszej rundzie kwalifikacyjnej Pucharu UEFA 2007/08. Pierwszy z nich przegrał dwumecz z fińskim Myllykosken Pallo -47 1:2 (0:1, 1:1). Jedyną bramkę dla klubu z Wysp Owczych zdobył Károly Potemkin (86'). B36 Tórshavn został zakwalifikowany, jako zdobywca Pucharu Wysp Owczych. Przegrał dwumecz z litewskim Ekranas Poniewież 3:6 (1:3, 2:3). Bramki dla wyspiarzy zdobywali: Ingi Højsted (41', pierwszy mecz), Bergur Midjord (85', drugi mecz) oraz Fróði Benjaminsen (86', drugi mecz, rzut karny). Ostatnim klubem, który zagrał w europejskich rozgrywkach był KÍ Klaksvík, który trafił do pierwszej rundy Pucharu Intertoto 2007, gdzie przegrał swój dwumecz przeciwko szwedzkiemu Hammarby IF 1:3 (0:1, 1:2). Bramkę dla Farerczyków zdobył Kaj Ennigarð (37').

### Zespoły
W rozgrywkach wzięło udział 10 drużyn. Na miejscu TB Tvøroyri pojawił się B68 Toftir.
|    | Zespoły występujące w Formuladeildin 2005 | Zespoły występujące w Formuladeildin 2005 | Zespoły występujące w Formuladeildin 2005 | Zespoły występujące w Formuladeildin 2005 | Zespoły występujące w Formuladeildin 2005            |
|    | Klub                                      | Miasto                                    | Stadion                                   | Pojemność                                 | Trener                                               |
| -- | ----------------------------------------- | ----------------------------------------- | ----------------------------------------- | ----------------------------------------- | ---------------------------------------------------- |
| 1  | B36 Tórshavn                              | Tórshavn                                  | Gundadalur                                | 5 000                                     | Sigfríður Clementsen                                 |
| 2  | EB/Streymur                               | Eiði/Streymnes                            | Við Margáir                               | 1 000                                     | Piotr Krakowski                                      |
| 3  | HB Tórshavn                               | Tórshavn                                  | Gundadalur                                | 5 000                                     | Krzysztof Popczyński                                 |
| 4  | GÍ Gøta                                   | Norðragøta                                | Serpugerði                                | 2 000                                     | Petur Mohr                                           |
| 5  | ÍF Fuglafjørður                           | Fuglafjørður                              | Fløtugerði                                | 3 000                                     | Petur Simonsen Jón Simonsen                          |
| 6  | KÍ Klaksvík                               | Klaksvík                                  | Djúpumýri                                 | 3 000                                     | Tony Paris                                           |
| 7  | NSÍ Runavík                               | Runavík                                   | Við Løkin                                 | 2 000                                     | Trygvi Mortensen Bogi Lervig Arnfinn Langgaard       |
| 8  | Skála ÍF                                  | Skáli                                     | Mýruhjalla                                | 1 000                                     | Jóhan Nielsen                                        |
| 9  | VB/Sumba                                  | Vágur/Sumba                               | Vesturi á Eiðinum                         | 3 000                                     | Ole Andersen Finn Johannesen Bjarni Johansen         |
|    | Zespół, który awansował z 1. deild 2005   |                                           |                                           |                                           |                                                      |
| 10 | B68 Toftir                                | Toftir                                    | Svangaskarð                               | 7 000                                     | Jóannes Jakobsen William M. Jacobsen Julian Johnsson |

| B36 HB B68 NSÍ EB/Str GÍ KÍ Skála ÍF ÍF VB/Sumba |

### Tabela ligowa
| Lp. | Drużyna             | M  | Z  | R  | P  | Bramki | Bramki | Różn. | Pkt | Uwagi                                       |
| --- | ------------------- | -- | -- | -- | -- | ------ | ------ | ----- | --- | ------------------------------------------- |
| 1   | HB Tórshavn (M)     | 27 | 16 | 7  | 4  | 61     | 36     | +25   | 55  | Liga Mistrzów UEFA • I runda kwalifikacyjna |
| 2   | EB/Streymur         | 27 | 16 | 6  | 5  | 63     | 30     | +33   | 54  | Puchar UEFA • I runda kwalifikacyjna        |
| 3   | B36 Tórshavn        | 27 | 13 | 8  | 6  | 45     | 32     | +13   | 47  | Puchar UEFA • I runda kwalifikacyjna1       |
| 4   | KÍ Klaksvík         | 27 | 12 | 9  | 6  | 54     | 39     | +15   | 45  | Puchar Intertoto • I runda                  |
| 5   | NSÍ Runavík         | 27 | 12 | 6  | 9  | 50     | 39     | +11   | 42  |                                             |
| 6   | GÍ Gøta             | 27 | 10 | 11 | 6  | 39     | 34     | +5    | 41  |                                             |
| 7   | Skála ÍF            | 27 | 7  | 10 | 10 | 33     | 29     | +4    | 31  |                                             |
| 8   | VB/Sumba            | 27 | 5  | 5  | 17 | 24     | 73     | −49   | 20  |                                             |
| 9   | B68 Toftir (S)      | 27 | 4  | 6  | 17 | 34     | 58     | −24   | 18  | Spadek do 1. deild                          |
| 10  | ÍF Fuglafjørður (S) | 27 | 4  | 4  | 19 | 29     | 62     | −33   | 16  | Spadek do 1. deild                          |

### Wyniki
Lider kolejka po kolejce

### Strzelcy
Królem strzelców turnieju został zawodnik drużyny NSÍ Runavík Christian Høgni Jacobsen, który strzelił 18 bramek.
| Miejsce | Kraj                     | Zawodnik                  | Klub            | Bramki |
| ------- | ------------------------ | ------------------------- | --------------- | ------ |
| 1       | Wyspy Owcze              | Christian Høgni Jacobsen  | NSÍ Runavík     | 18     |
| 2       | Wyspy Owcze              | Súni Fríði Barbá          | B68 Toftir      | 15     |
| 3       | Stany Zjednoczone        | Paul Clapson              | KÍ Klaksvík     | 12     |
| 3       | Wybrzeże Kości Słoniowej | Sylla Amed Davy           | B36 Tórshavn    | 12     |
| 3       | Wyspy Owcze              | Rókur av Fløtum Jespersen | HB Tórshavn     | 12     |
| 6       | Rumunia                  | Sorin Anghel              | EB/Streymur     | 11     |
| 6       | Wyspy Owcze              | Arnbjørn Hansen           | EB/Streymur     | 11     |
| 6       | Wyspy Owcze              | Óli Hansen                | NSÍ Runavík     | 11     |
| 6       | Dania                    | Christian Lundberg        | KÍ Klaksvík     | 11     |
| 10      | Wyspy Owcze              | Jákup á Borg              | HB Tórshavn     | 10     |
| 10      | Wyspy Owcze              | Páll Mohr Joensen         | HB Tórshavn     | 10     |
| 10      | Wyspy Owcze              | Hans Pauli Samuelsen      | EB/Streymur     | 10     |
| 13      | Wyspy Owcze              | Birgir Jørgensen          | VB/Sumba        | 9      |
| 14      | Wyspy Owcze              | Fróði Benjaminsen         | B36 Tórshavn    | 7      |
| 14      | Wyspy Owcze              | Atli Danielsen            | KÍ Klaksvík     | 7      |
| 14      | Wyspy Owcze              | Jónhard Frederiksberg     | Skála ÍF        | 7      |
| 14      | Wyspy Owcze              | Bogi Gregersen            | Skála ÍF        | 7      |
| 14      | Wyspy Owcze              | Sverri Jacobsen           | GÍ Gøta         | 7      |
| 14      | Wyspy Owcze              | Sámal Joensen             | GÍ Gøta         | 7      |
| 14      | Argentyna                | Gunnar Nielsen            | GÍ Gøta         | 7      |
| 14      | Wyspy Owcze              | Atli Petersen             | ÍF Fuglafjørður | 7      |
| 22      | Wyspy Owcze              | Egil á Bø                 | EB/Streymur     | 6      |
| 22      | Brazylia                 | Anderson Cardena          | B68 Toftir      | 6      |
| 22      | Wyspy Owcze              | Bartal Eliasen            | ÍF Fuglafjørður | 6      |
| 22      | Wyspy Owcze              | Hjalgrím Elttør           | KÍ Klaksvík     | 6      |
| 22      | Wyspy Owcze              | Bergur Midjord            | B36 Tórshavn    | 6      |
| 22      | Wyspy Owcze              | Hanus Thorleifsson        | B36 Tórshavn    | 6      |

## Sędziowie
| Kraj        | Sędzia               | Mecze |
| ----------- | -------------------- | ----- |
| Wyspy Owcze | Páll Augustinussen   | 14    |
| Wyspy Owcze | Jens Petur Brattalíð | 15    |
| Wyspy Owcze | Ransin Djurhuus      | 3     |
| Wyspy Owcze | Rúni Gaardbo         | 3     |
| Norwegia    | Dag Vidar Hafsås     | 1     |
| Wyspy Owcze | Lassin Isaksen       | 19    |
| Dania       | Michael Johansen     | 1     |
| Wyspy Owcze | Niklas á Líðarenda   | 1     |
| Wyspy Owcze | Lars Müller          | 4     |
| Wyspy Owcze | Dagfinn Olsen        | 15    |
| Wyspy Owcze | Eiler Rasmussen      | 23    |
| Wyspy Owcze | Georg Rasmussen      | 10    |
| Wyspy Owcze | Petur Reinert        | 26    |

## Statystyki
- Podczas 27 kolejek Formuladeildin (135 meczów) piłkarze zdobyli 432 bramki (średnio: 16,00/kolejkę, 3,20/mecz).
  - W tym 4 samobójcze (ok. 0,9% wszystkich strzelonych).
- Najwięcej goli padło w meczach drużyn HB Tórshavn i VB/Sumba – po 97 (3,6/mecz).
- Najmniej goli padło w meczach drużyny Skála ÍF – 62 (2,3/mecz).
- Pierwszy gol samobójczy padł w meczu 4. kolejki, 17 kwietnia 2006 w meczu VB/Sumba – B36 Tórshavn. Jego autorem był zawodnik gospodarzy Michael Berg í Lágabø.
- Najwięcej goli samobójczych (2) strzelił klub VB/Sumba. Poza nim bramki takie strzelali zawodnicy: B36 Tórshavn i HB Tórshavn.
- Pierwszego gola z rzutu karnego zdobył, w 45. minucie meczu 2. kolejki (9 kwietnia 2006), zawodnik EB/Streymur Egil á Bø w wygranym 3-2 meczu wyjazdowym przeciwko HB Tórshavn.
- Pierwsza czerwoną kartkę przyznano w 43. minucie, meczu 1. kolejki (2 kwietnia 2006), zawodnikowi Skála ÍF, Vladzie Filipovicowi w meczu na własnym stadionie przeciwko B36 Tórshavn.

## Nagrody i wyróżnienia
Z okazji Formuladeldin 2006 przyznano kilka nagród zawodnikom:
- Jákup á Borg został nagrodzony tytułem Gracza Roku 2006, jako zdobywca jedenastu z sześćdziesięciu jeden goli swojej drużyny, uczestniczył też w większości akcji, po których padały bramki dla HB Tórshavn.
- René Tórgarð, grający w EB/Streymur, otrzymał tytuł Bramkarza Roku 2006. Siedem razy schodził z boiska z czystym kontem, był też jednym z głównym czynników, dzięki którym jego klub był skuteczny nie tylko w grze ofensywnej, ale także w defensywnej.
- Arnbjørn Hansen, zawodnik EB/Streymur, został nagrodzony tytułem Młodego Gracza Roku 2006. Praktycznie nieznany przed początkiem tego sezonu, Hansen strzelił jedenaście bramek w tym sezonieh.
- Krzysztof Popczyński został nagrodzony tytułem Trenera Roku 2006. Trenując HB Tórshavn przez pierwszy sezon w swej karierze, Polak zdołał doprowadzić klub do mistrzostwa archipelagu.
- Christian Høgni Jacobsen (NSÍ Runavík) ponownie został nagrodzony Złotym Butem, za zdobycie tytułu króla strzelców z dorobkiem osiemnastu goli.